# Jacques de Baroncelli
Jacques de Baroncelli (Bouillargues, 25 de junio de 1881–París, 12 de enero de 1951) fue un director de cine francés conocido por sus películas mudas desde 1915 hasta la década de los 30. Descendiente de una familia florentina que se había establecido en Provenza en el siglo XV, ocupando un edificio en el centro de Aviñón que entonces se llamaba Palacio Baroncelli (ahora el Palais du Roure). Por lado paterno, la familia era de origen toscano y parte de la tradición Güelfos y gibelinos, y eran herederos del Marqués de Javon. Aunque algo aristocrático, la familia hablaba provenzal, que era bastante controvertido en un momento en que se consideraba que era un idioma de la gente común. Su hermano mayor era Folco de Baroncelli-Javon,
Dirigió más de 80 películas entre 1915 y 1948 y en la década de 1940 estrenó numerosas películas en Estados Unidos e Italia. Una de sus películas, una versión de la novela de Pierre Louÿs  La mujer y el pelele (1928) fue filmada en el color experimental mediante el proceso  Keller-Dorian.

## Filmografía parcial
- Ramuntcho (1919)
- Roger la Honte (1922)
- Nitchevo (1926)
- El duelo (Le duel) (1927)
- Le passager (1928)
- La mujer y el pelele (La Femme et le Pantin) (1929)
- Temptation (1929)
- The Last Blow (1932)
- Fog (1932)
- Miguel Strogoff o El correo del zar (Michel Strogoff) (1936)
- Nitchevo (1936)
- S.O.S. Sahara (1938)
- Beautiful Star (1938)
- The Man from Niger (1940)
- The Pavilion Burns (1941)
- Les mystères de Paris (1943)
- La rose de la mer (1946)
- Rocambole (1948)